# Miasta w Japonii

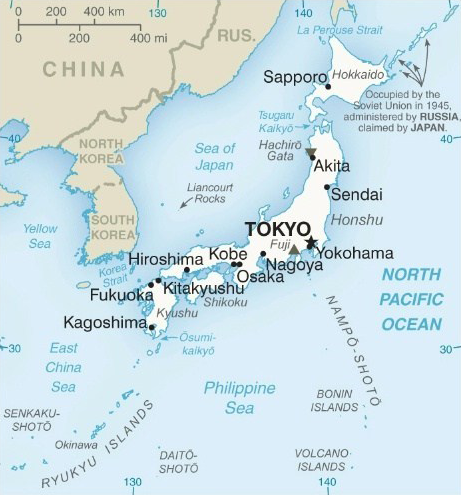

Regiony i prefektury Japonii

Według danych oficjalnych pochodzących z 2010 roku Japonia posiadała ponad 160 miast o ludności przekraczającej 150 tys. mieszkańców. Stolica kraju Tokio jako jedyne miasto liczyło ponad 5 milionów mieszkańców; 11 miast z ludnością 1–5 mln; 17 miast z ludnością 500–1000 tys. oraz reszta miast poniżej 500 tys. mieszkańców.

## Największe miasta w Japonii

Miasta Japonii o największej liczbie ludności

Największe miasta w Japonii według liczebności mieszkańców (stan na 01.10.2020):
| Lp. | Miasto    | Prefektura           | Liczba ludności |
| --- | --------- | -------------------- | --------------- |
| 1.  | Tokio     | Tokio                | 9 733 276       |
| 2.  | Jokohama  | Prefektura Kanagawa  | 3 777 491       |
| 3.  | Osaka     | Prefektura Osaka     | 2 752 412       |
| 4.  | Nagoja    | Prefektura Aichi     | 2 332 176       |
| 5.  | Sapporo   | Prefektura Hokkaido  | 1 973 395       |
| 6.  | Fukuoka   | Prefektura Fukuoka   | 1 612 392       |
| 7.  | Kawasaki  | Prefektura Kanagawa  | 1 538 262       |
| 8.  | Kobe      | Prefektura Hyōgo     | 1 525 152       |
| 9.  | Kioto     | Prefektura Kioto     | 1 463 723       |
| 10. | Saitama   | Prefektura Saitama   | 1 324 025       |
| 11. | Hiroszima | Prefektura Hiroszima | 1 200 754       |
| 12. | Sendai    | Prefektura Miyagi    | 1 096 704       |

## Alfabetyczna lista miast w Japonii
Lista miast Japonii w podziale na prefektury (w nawiasach stolice danych prefektur):

### Prefektura Tōkyō(Tokio)
- Tokio – stolica Japonii, będąca jednocześnie prefekturą kraju
- Akiruno
- Akishima
- Chōfu
- Fuchū
- Fussa
- Hachiōji
- Hamura
- Higashikurume
- Higashimurayama
- Higashiyamato
- Hino
- Inagi
- Kiyose
- Kodaira
- Koganei
- Kokubunji
- Komae
- Kunitachi
- Machida
- Mitaka
- Musashimurayama
- Musashino
- Nishitōkyō
- Ōme
- Tachikawa
- Tama

### Prefektura Aichi
- Aisai
- Ama
- Anjō
- Chiryū
- Chita
- Gamagōri
- Handa
- Hekinan
- Ichinomiya
- Inazawa
- Inuyama
- Iwakura
- Kariya
- Kasugai
- Kiyosu
- Kitanagoya
- Komaki
- Kōnan
- Miyoshi
- Nagakute
- Nagoja (stolica)
- Nishio
- Nisshin
- Ōbu
- Okazaki
- Owariasahi
- Seto
- Shinshiro
- Tahara
- Takahama
- Tōkai
- Tokoname
- Toyoake
- Toyohashi
- Toyokawa
- Toyota
- Tsushima
- Yatomi

### Prefektura Akita
- Akita (stolica)
- Daisen
- Katagami
- Kazuno
- Kita-Akita
- Nikaho
- Noshiro
- Ōdate
- Oga
- Semboku
- Yokote
- Yurihonjō
- Yuzawa

### Prefektura Aomori
- Aomori (stolica)
- Goshogawara
- Hachinohe
- Hirakawa
- Hirosaki
- Kuroishi
- Misawa
- Mutsu
- Towada
- Tsugaru

### Prefektura Chiba
- Abiko
- Asahi
- Chiba (stolica)
- Chōshi
- Funabashi
- Futtsu
- Ichihara
- Ichikawa
- Inzai
- Isumi
- Kamagaya
- Kamogawa
- Katori
- Kashiwa
- Katsu’ura
- Kimitsu
- Kisarazu
- Matsudo
- Mobara
- Nagareyama
- Narashino
- Narita
- Noda
- Ōamishirasato
- Sakura
- Sanmu
- Shiroi
- Sodegaura
- Sōsa
- Tateyama
- Tōgane
- Tomisato
- Urayasu
- Yachimata
- Yachiyo
- Yotsukaidō

### Prefektura Ehime
- Imabari
- Iyo
- Matsuyama (stolica)
- Niihama
- Ōzu
- Saijō
- Seiyo
- Shikokuchūō
- Tōon
- Uwajima
- Yawatahama

### Prefektura Fukui
- Awara
- Echizen
- Fukui (stolica)
- Katsuyama
- Obama
- Ōno
- Sabae
- Sakai
- Tsuruga

### Prefektura Fukuoka
- Asakura
- Buzen
- Chikugo
- Chikushino
- Dazaifu
- Fukuoka (stolica)
- Fukutsu
- Iizuka
- Itoshima
- Kama
- Kasuga
- Kitakyūshū
- Koga
- Kurume
- Miyama
- Miyawaka
- Munakata
- Nakagawa
- Nakama
- Nōgata
- Ogōri
- Ōkawa
- Ōmuta
- Ōnojō
- Tagawa
- Ukiha
- Yame
- Yanagawa
- Yukuhashi

### Prefektura Fukushima
- Aizuwakamatsu
- Date
- Fukushima (stolica)
- Iwaki
- Kitakata
- Kōriyama
- Minami-Sōma
- Motomiya
- Nihonmatsu
- Shirakawa
- Sōma
- Sukagawa
- Tamura

### Prefektura Gifu
- Ena
- Gero
- Gifu (stolica)
- Gujō
- Hashima
- Hida
- Kaizu
- Kakamigahara
- Kani
- Mino
- Minokamo
- Mizuho
- Mizunami
- Motosu
- Nakatsugawa
- Ōgaki
- Seki
- Tajimi
- Takayama
- Toki
- Yamagata

### Prefektura Gunma
- Annaka
- Fujioka
- Isesaki
- Kiryū
- Maebashi (stolica)
- Numata
- Ōta
- Shibukawa
- Takasaki
- Tatebayashi
- Tomioka

### Prefektura Hiroszima
- Akitakata
- Etajima
- Fuchū
- Fukuyama
- Hatsukaichi
- Higashi-Hiroshima
- Hiroszima (stolica)
- Kure
- Mihara
- Miyoshi
- Onomichi
- Ōtake
- Shōbara
- Takehara

### Prefektura Hokkaido
- Abashiri
- Akabira
- Asahikawa
- Ashibetsu
- Bibai
- Chitose
- Date
- Ebetsu
- Eniwa
- Fukagawa
- Furano
- Hakodate
- Hokuto
- Ishikari
- Iwamizawa
- Kitahiroshima
- Kitami
- Kushiro
- Mikasa
- Monbetsu
- Muroran
- Nayoro
- Nemuro
- Noboribetsu
- Obihiro
- Otaru
- Rumoi
- Sapporo (stolica)
- Shibetsu
- Sunagawa
- Takikawa
- Tomakomai
- Utashinai
- Wakkanai
- Yūbari

### Prefektura Hyōgo
- Aioi
- Akashi
- Akō
- Amagasaki
- Asago
- Ashiya
- Awaji
- Himeji
- Itami
- Kakogawa
- Kasai
- Katō
- Kawanishi
- Kobe (stolica)
- Miki
- Minami-Awaji
- Nishinomiya
- Nishiwaki
- Ono
- Sanda
- Sasayama
- Shisō
- Sumoto
- Takarazuka
- Takasago
- Tamba
- Tatsuno
- Toyo’oka
- Yabu

### Prefektura Ibaraki
- Bandō
- Chikusei
- Hitachi
- Hitachinaka
- Hitachiōmiya
- Hitachiōta
- Hokota
- Inashiki
- Ishioka
- Itako
- Jōsō
- Kamisu
- Kasama
- Kashima
- Kasumigaura
- Kitaibaraki
- Koga
- Mito (stolica)
- Moriya
- Naka
- Namegata
- Omitama
- Ryūgasaki
- Sakuragawa
- Shimotsuma
- Takahagi
- Toride
- Tsuchiura
- Tsukuba
- Tsukubamirai
- Ushiku
- Yūki

### Prefektura Ishikawa
- Hakui
- Hakusan
- Kaga
- Kahoku
- Kanazawa (stolica)
- Komatsu
- Nanao
- Nomi
- Suzu
- Wajima

### Prefektura Iwate
- Hachimantai
- Hanamaki
- Ichinoseki
- Kamaishi
- Kitakami
- Kuji
- Miyako
- Morioka (stolica)
- Ninohe
- Ōfunato
- Ōshū
- Rikuzentakata
- Tōno
- Takizawa

### Prefektura Kagawa
- Higashikagawa
- Kan’onji
- Marugame
- Mitoyo
- Sakaide
- Sanuki
- Takamatsu (stolica)
- Zentsūji

### Prefektura Kagoshima
- Aira
- Akune
- Amami
- Hioki
- Ibusuki
- Ichikikushikino
- Isa
- Izumi
- Kagoshima (stolica)
- Kanoya
- Kirishima
- Makurazaki
- Minamikyūshū
- Minamisatsuma
- Nishinoomote
- Satsumasendai
- Shibushi
- Soo
- Tarumizu

### Prefektura Kanagawa
- Atsugi
- Ayase
- Chigasaki
- Ebina
- Fujisawa
- Hadano
- Hiratsuka
- Isehara
- Kamakura
- Kawasaki
- Minamiashigara
- Miura
- Odawara
- Sagamihara
- Yamato
- Jokohama (stolica)
- Yokosuka
- Zama
- Zushi

### Prefektura Kōchi
- Aki
- Kami
- Kōchi (stolica)
- Kōnan
- Muroto
- Nankoku
- Shimanto
- Sukumo
- Susaki
- Tosa
- Tosashimizu

### Prefektura Kumamoto
- Amakusa
- Arao
- Aso
- Hitoyoshi
- Kamiamakusa
- Kikuchi
- Kōshi
- Kumamoto (stolica)
- Minamata
- Tamana
- Uki
- Uto
- Yamaga
- Yatsushiro

### Prefektura Kioto
- Ayabe
- Fukuchiyama
- Jōyō
- Kameoka
- Kizugawa
- Kioto (stolica)
- Kyōtanabe
- Kyōtango
- Maizuru
- Miyazu
- Mukō
- Nagaokakyō
- Nantan
- Uji
- Yawata

### Prefektura Mie
- Iga
- Inabe
- Ise
- Kameyama
- Kumano
- Kuwana
- Matsusaka
- Nabari
- Owase
- Shima
- Suzuka
- Toba
- Tsu (stolica)
- Yokkaichi

### Prefektura Miyagi
- Higashi-Matsushima
- Ishinomaki
- Iwanuma
- Kakuda
- Kesennuma
- Kurihara
- Natori
- Ōsaki
- Sendai (stolica)
- Shiogama
- Shiroishi
- Tagajō
- Tome
- Tomiya

### Prefektura Miyazaki
- Ebino
- Hyūga
- Kobayashi
- Kushima
- Miyakonojō
- Miyazaki (stolica)
- Nichinan
- Nobeoka
- Saito

### Prefektura Nagano
- Azumino
- Chikuma
- Chino
- Iida
- Iiyama
- Ina
- Komagane
- Komoro
- Matsumoto
- Nagano (stolica)
- Nakano
- Okaya
- Ōmachi
- Saku
- Shiojiri
- Suwa
- Suzaka
- Tōmi
- Ueda

### Prefektura Nagasaki
- Gotō
- Hirado
- Iki
- Isahaya
- Matsuura
- Minamishimabara
- Nagasaki (stolica)
- Ōmura
- Saikai
- Sasebo
- Shimabara
- Tsushima
- Unzen

### Prefektura Nara
- Gojō
- Gose
- Ikoma
- Kashiba
- Kashihara
- Katsuragi
- Nara (stolica)
- Sakurai
- Tenri
- Uda
- Yamato-Kōriyama
- Yamatotakada

### Prefektura Niigata
- Agano
- Gosen
- Itoigawa
- Jōetsu
- Kamo
- Kashiwazaki
- Minami-Uonuma
- Mitsuke
- Murakami
- Myōkō
- Nagaoka
- Niigata (stolica)
- Ojiya
- Sado
- Sanjō
- Shibata
- Tainai
- Tōkamachi
- Tsubame
- Uonuma

### Prefektura Ōita
- Beppu
- Bungo-ōno
- Bungotakada
- Hita
- Kitsuki
- Kunisaki
- Nakatsu
- Ōita (stolica)
- Saiki
- Taketa
- Tsukumi
- Usa
- Usuki
- Yufu

### Prefektura Okayama
- Akaiwa
- Asakuchi
- Bizen
- Ibara
- Kasaoka
- Kurashiki
- Maniwa
- Mimasaka
- Niimi
- Okayama (stolica)
- Setouchi
- Sōja
- Takahashi
- Tamano
- Tsuyama

### Prefektura Okinawa
- Ginowan
- Ishigaki
- Itoman
- Miyakojima
- Nago
- Naha (stolica)
- Nanjō
- Okinawa
- Tomigusuku
- Urasoe
- Uruma

### Prefektura Osaka
- Daitō
- Fujiidera
- Habikino
- Hannan
- Higashiōsaka
- Hirakata
- Ibaraki
- Ikeda
- Izumi
- Izumiōtsu
- Izumisano
- Kadoma
- Kaizuka
- Kashiwara
- Katano
- Kawachinagano
- Kishiwada
- Matsubara
- Minō
- Moriguchi
- Neyagawa
- Osaka (stolica)
- Ōsaka-Sayama
- Sakai
- Sennan
- Settsu
- Shijōnawate
- Suita
- Takaishi
- Takatsuki
- Tondabayashi
- Toyonaka
- Yao

### Prefektura Saga
- Imari
- Kanzaki
- Karatsu
- Kashima
- Ogi
- Saga (stolica)
- Takeo
- Taku
- Tosu
- Ureshino

### Prefektura Saitama
- Ageo
- Asaka
- Chichibu
- Fujimi
- Fukaya
- Gyōda
- Hannō
- Hanyū
- Hasuda
- Hidaka
- Higashimatsuyama
- Honjō
- Fujimino
- Iruma
- Kasukabe
- Kawagoe
- Kawaguchi
- Kazo
- Kitamoto
- Koshigaya
- Kōnosu
- Kuki
- Kumagaya
- Misato
- Niiza
- Okegawa
- Saitama (stolica)
- Sakado
- Satte
- Sayama
- Shiki
- Shiraoka
- Sōka
- Toda
- Tokorozawa
- Tsurugashima
- Wakō
- Warabi
- Yashio
- Yoshikawa

### Prefektura Shiga
- Higashi-Ōmi
- Hikone
- Kōka
- Konan
- Kusatsu
- Maibara
- Moriyama
- Nagahama
- Ōtsu (stolica)
- Ōmihachiman
- Rittō
- Takashima
- Yasu

### Prefektura Shimane
- Gōtsu
- Hamada
- Izumo
- Masuda
- Matsue (stolica)
- Oda
- Unnan
- Yasugi

### Prefektura Shizuoka
- Atami
- Fuji
- Fujieda
- Fujinomiya
- Fukuroi
- Gotenba
- Hamamatsu
- Itō
- Iwata
- Izu
- Izunokuni
- Kakegawa
- Kikugawa
- Kosai
- Mishima
- Numazu
- Omaezaki
- Shimada
- Shimoda
- Shizuoka (stolica)
- Susono
- Yaizu

### Prefektura Tochigi
- Ashikaga
- Kanuma
- Mo’oka
- Nasukarasuyama
- Nasushiobara
- Nikkō
- Ōtawara
- Oyama
- Sakura
- Sano
- Shimotsuke
- Tochigi
- Utsunomiya (stolica)
- Yaita

### Prefektura Tokushima
- Anan
- Awa
- Komatsushima
- Mima
- Miyoshi
- Naruto
- Tokushima (stolica)
- Yoshinogawa

### Prefektura Tottori
- Kurayoshi
- Sakaiminato
- Tottori (stolica)
- Yonago

### Prefektura Toyama
- Himi
- Imizu
- Kurobe
- Namerikawa
- Nanto
- Oyabe
- Takaoka
- Tonami
- Toyama (stolica)
- Uozu

### Prefektura Wakayama
- Arida
- Gobō
- Hashimoto
- Iwade
- Kainan
- Kinokawa
- Shingū
- Tanabe
- Wakayama (stolica)

### Prefektura Yamagata
- Higashine
- Kaminoyama
- Murayama
- Nagai
- Nan’yō
- Obanazawa
- Sagae
- Sakata
- Shinjō
- Tendō
- Tsuruoka
- Yamagata (stolica)
- Yonezawa

### Prefektura Yamaguchi
- Hagi
- Hikari
- Hōfu
- Iwakuni
- Kudamatsu
- Mine
- Nagato
- San’yō-Onoda
- Shimonoseki
- Shūnan
- Ube
- Yamaguchi (stolica)
- Yanai

### Prefektura Yamanashi
- Chūō
- Fuefuki
- Fujiyoshida
- Hokuto
- Kai
- Kōfu (stolica)
- Kōshū
- Minami-Arupusu
- Nirasaki
- Ōtsuki
- Tsuru
- Uenohara
- Yamanashi

## Byłe miasta
| Miasto     | Prefektura | Data założenia | Data rozwiązania | Uwagi                                                                                   |
| ---------- | ---------- | -------------- | ---------------- | --------------------------------------------------------------------------------------- |
| Moriyama   | Aichi      | 1954-06-01     | 1963-02-15       | włączone do miasta Nagoja                                                               |
| Bisai      | Aichi      | 1955-01-01     | 2005-04-01       | włączone do miasta Ichinomiya                                                           |
| Honjō      | Akita      | 1954-03-31     | 2005-05-22       | połączone z Chōkai, Higashiyuri, Iwaki, Nishime, Ōuchi, Yashima, Yuri → Yurihonjō       |
| Ōmagari    | Akita      | 1954-05-03     | 2005-03-22       | połączone z Kamioka, Kyōwa, Nakasen, Nishisenboku, Ōta, Semboku, Nangai → Daisen        |
| Yōkaichiba | Chiba      | 1954-07-01     | 2006-01-23       | połączone z Nosaka → Sōsa                                                               |
| Sawara     | Chiba      | 1951-03-15     | 2006-03-27       | połączone z Kurimoyo, Omigawa, Yamada → Katori                                          |
| Iyomishima | Ehime      | 1954-11-01     | 2004-04-01       | połączone z Kawanoe, Doi, Shingū → Shikokuchūō                                          |
| Kawanoe    | Ehime      | 1954-11-01     | 2004-04-01       | połączone z Iyomishima, Doi, Shingū → Shikokuchūō                                       |
| Tōyo       | Ehime      | 1972-10-01     | 2004-11-01       | połączone z Saij, Komatsu, Tanbara → Saijō                                              |
| Hōjō       | Ehime      | 1958-11-01     | 2005-01-01       | włączone do miasta Matsuyama                                                            |
| Takefu     | Fukui      | 1948-04-01     | 2005-1001        | połączone z Imadate → Echizen                                                           |
| Moji       | Fukuoka    | 1899-04-01     | 1963-02-10       | połączone z Kokura, Tobata, Yahata, Wakamatsu → Kitakyūshū                              |
| Kokura     | Fukuoka    | 1900-04-01     | 1963-02-10       | połączone z Moji, Tobata, Yahata, Wakamatsu → Kitakyūshū                                |
| Tobata     | Fukuoka    | 1924-09-01     | 1963-02-10       | połączone z Moji, Kokura, Yahata, Wakamatsu → Kitakyūshū                                |
| Yahata     | Fukuoka    | 1917-03-01     | 1963-02-10       | połączone z Moji, Kokura, Tobata, Wakamatsu → Kitakyūshū                                |
| Wakamatsu  | Fukuoka    | 1914-04-01     | 1963-02-10       | połączone z Moji, Kokura, Tobata, Yahata → Kitakyūshū                                   |
| Amagi      | Fukuoka    | 1954-04-01     | 2006-03-20       | połączone z Asakura, Haki → Asakura                                                     |
| Yamada     | Fukuoka    | 1954-04-01     | 2006-03-27       | połączone z Inatsuki, Kaho, Usui → Kama                                                 |
| Maebaru    | Fukuoka    | 1992-10-01     | 2010-01-01       | połączone z Nijō, Shima → Itoshima                                                      |
| Taira      | Fukushima  | 1937-06-01     | 1966-10-01       | połączone z Iwaki oraz Jōban, Uchigō, Nakoso → Iwaki                                    |
| Jōban      | Fukushima  | 1954-03-31     | 1966-10-01       | połączone z Iwaki oraz Taira, Uchigō, Nakoso → Iwaki                                    |
| Uchigō     | Fukushima  | 1954-10-01     | 1966-10-01       | połączone z Iwaki oraz Taira, Jōban, Nakoso → Iwaki                                     |
| Nakoso     | Fukushima  | 1955-04-29     | 1966-10-01       | połączone z Iwaki oraz Taira, Jōban, Uchigō → Iwaki                                     |
| Haramachi  | Fukushima  | 1954-03-20     | 2006-01-01       | połączone z Kashima, Odaka → Minami-Sōma                                                |
| Matsunaga  | Hiroszima  | 1954-03-31     | 1966-05-01       | włączone do miasta Fukuyama                                                             |
| Innoshima  | Hiroszima  | 1953-05-01     | 2006-01-10       | połączone z Setoda → Onomichi                                                           |
| Kameda     | Hokkaido   | 1971-11-01     | 1973-12-01       | włączone do miasta Hakodate                                                             |
| Katsuta    | Ibaraki    | 1954-03-30     | 1994-11-01       | połączone z Nakaminato → Hitachinaka                                                    |
| Nakaminato | Ibaraki    | 1954-03-31     | 1994-11-01       | połączone z Katsuta → Hitachinaka                                                       |
| Iwai       | Ibaraki    | 1972-04-01     | 2005-03-22       | włączone do miasta Bandō                                                                |
| Shimodate  | Ibaraki    | 1954-03-15     | 2005-03-28       | włączone do miasta Chikusei                                                             |
| Mattō      | Ishikawa   | 1970-10-10     | 2005-02-01       | połączone z Mikawa, Tsurugi, Kawachi, Oguchi, Shiramine, Torigoe, Yoshinodani → Hakusan |
| Mizusawa   | Iwate      | 1954-04-01     | 2006-02-20       | połączone z Esashi → Ōshū                                                               |
| Esashi     | Iwate      | 1958-11-03     | 2006-02-20       | połączone z Mizusawa → Ōshū                                                             |
| Taniyama   | Kagoshima  | 1957-10-01     | 1967-04-29       | włączone do miasta Kagoshima                                                            |
| Sendai     | Kagoshima  | 1940-02-11     | 2004-10-12       | włączone do miasta Satsumasendai                                                        |
| Kushikino  | Kagoshima  | 1950-10-01     | 2005-10-11       | połączone z Ichiki → Ichikikushikino                                                    |
| Kaseda     | Kagoshima  | 1954-07-15     | 2005-11-07       | połączone z Bōnotsu, Kasasa, Ōura → Minamisatsuma                                       |
| Kokubu     | Kagoshima  | 1955-01-01     | 2005-11-07       | połączone z Kirishima oraz Fukuyama, Hayato, Makizono, Mizobe, Yokogawa → Kirishima     |
| Naze       | Kagoshima  | 1946-07-01     | 2006-03-20       | połączone z Kasari, Sumiyō → Amami                                                      |
| Ōkuchi     | Kagoshima  | 1954-04-01     | 2008-11-01       | połączone z Hishikari → Isa                                                             |
| Toyohara   | Karafuto   | 1937-07-01     | 1949-06-01       | miasto zwrócono Rosji                                                                   |
| Nakamura   | Kōchi      | 1954-03-31     | 2005-04-10       | połączone z Nishitosa → Shimanto                                                        |
| Hatogaya   | Saitama    | 1967-03-01     | 2011-10-11       | włączone do miasta Kawaguchi                                                            |
| Ōmiya      | Saitama    | 1940-11-03     | 2001-05-01       | włączone do miasta Saitama                                                              |
| Imaichi    | Tochigi    | 1954-03-31     | 2006-03-20       | włączone do miasta Nikkō                                                                |
| Akigawa    | Tokio      | 1972-05-05     | 1995-09-01       | połączone z Itsukaichi → Akiruno                                                        |
| Tanashi    | Tokio      | 1967-01-01     | 2001-01-21       | połączone z Hōya → Nishitōkyō                                                           |
| Hōya       | Tokio      | 1967-01-01     | 2001-01-21       | połączone z Tanashi → Nishitōkyō                                                        |
| Tokuyama   | Yamaguchi  | 1944-04-01     | 2003-04-21       | połączone z Shinnan’yō, Kumage, Kano → Shūnan                                           |
| Shinnan’yō | Yamaguchi  | 1944-04-01     | 2003-04-21       | połączone z Tokuyama, Kumage, Kano → Shūnan                                             |